# كريس جونسون (لاعب كرة قدم)
كريس جونسون (بالإنجليزية: Chris Johnson)‏ (و. 1985 – م) هو لاعب كرة قدم أمريكية، من الولايات المتحدة الأمريكية، ولد في أورلاندو، فلوريدا.

## التعليم
تعلم في جامعة كارولينا الشرقية، وOlympia High School (Orlando, Florida) ‏.

## جوائز وترشيحات
حصل على جوائز منها:
- جائزة إيسبي لأفضل رياضي صاعد (2010)
- AP NFL Offensive Player of the Year [الإنجليزية]‏ (2009).

ترشح لـ:
- جائزة إيسبي لأفضل رياضي صاعد (2010)
- Best NFL Player ESPY Award [الإنجليزية]‏ (2010).

## وصلات خارجية
- كريس جونسون على موقع إي إس بي إن.كوم (أن.أف.أل)3
- كريس جونسون على موقع مرجع كرة القدم المحترفة.كوم (الإنجليزية)
- كريس جونسون على موقع كلية كرة القدم في سبورتس رفرنس.كوم (الإنجليزية)

- كريس جونسون على موقع IMDb (الإنجليزية)
- كريس جونسون على موقع إن إن دي بي (الإنجليزية)